# Dora Baltea
De Dora Baltea (Frans: Doire Baltée) is een rivier in Noord-Italië met een lengte van 160 kilometer.
De rivier ontstaat in de Aostadal bij Entrèves aan de voet van de Mont Blanc door de samenvloeiing van de Dora di Veny (Frans: Doire de Vény) die ontstaat uit de imposante Miagegletsjer en de Dora di Ferret (Frans: Doire de Ferret) uit het gelijknamige dal.
Op zijn tocht richting de Povlakte stroomt de rivier door de brede Aostadal. Hier wordt zij gevoed door enkele bergrivieren die ontspringen op 4000 meter hoge bergen zoals de Grand Combin, Gran Paradiso, Matterhorn en Monte Rosa. Steeds breder wordend passeert de rivier de plaatsen Aosta, Saint-Vincent en Ivrea. Bij deze laatste stad heeft de rivier de Povlakte bereikt. Uiteindelijk stroomt de rivier na 160 kilometer te hebben afgelegd bij Crescentino uit in de Po.

## Plaatsen aan de Dora Baltea
- Courmayeur
- Aosta
- Saint-Vincent
- Pont-Saint-Martin
- Ivrea